# ويسكي فلات (بارادايس ايست)
ويسكي فلات منطقة تقع إدارياً ضمن كاليفورنيا في الولايات المتحدة.